# Gamaster guillei
Gamaster guillei är en sjöpungsart som beskrevs av Monniot 1994. Gamaster guillei ingår i släktet Gamaster och familjen kulsjöpungar. Inga underarter finns listade i Catalogue of Life.